# Christophe Poupault
 (mai 2021).
Il peut être nécessaire de l'améliorer pour respecter le principe de neutralité de point de vue. Veuillez consulter la page de discussion pour plus de détails.

Christophe Poupault, né le 7 novembre 1981, est un historien français, spécialiste de l'histoire du fascisme italien et des relations franco-italiennes.
Il est professeur agrégé d'histoire et docteur en histoire contemporaine des universités de Paris-Nanterre et de La Sapienza. Il enseigne actuellement en classes préparatoires aux grandes écoles à Avignon et à l'Institut d'études politiques d'Aix-en-Provence.

## Biographie
Christophe Poupault a obtenu l'agrégation d'histoire en 2005 puis a préparé une thèse de doctorat en cotutelle dans les universités de Paris-Nanterre et de Rome « La Sapienza », sous la direction des professeurs Didier Musiedlak et Emilio Gentile, deux spécialistes du fascisme italien. Intitulée À l'ombre des faisceaux. Les voyages français dans l'Italie des chemises noires (1922-1943), cette thèse a été soutenue en 2011 devant un jury présidé par le professeur Robert Frank. L'Académicien Maurizio Serra était membre du jury. La thèse a été publiée en 2014 dans la Collection de l'École française de Rome.
Actuellement professeur en classes préparatoires à Avignon, à l'Institut d'études politiques d'Aix-en-Provence et à l'École de l'air, Christophe Poupault a enseigné dans les universités de Paris-Nanterre, Aix-Marseille et Nîmes, ainsi qu'à Science po Paris.
Il est chercheur associé au Centre de la Méditerranée moderne et contemporaine de l'université de Nice Côte d'Azur.
En 2016, il a participé à l'émission La Fabrique de l'histoire sur France Culture, animée par Emmanuel Laurentin.
Il est membre du Comité scientifique de la revue pluridisciplinaire Viaggiatori. Circolazioni, scambi ed esilio, spécialisée dans l’histoire des voyages.
Il a participé à plusieurs reprises aux Rendez-vous de l'histoire à Blois.

## Publications

### Ouvrages
- A l'ombre des faisceaux. Les voyages français dans l'Italie des chemises noires (1922-1943), préface d'Emilio Gentile, Rome, Collection de l'Ecole française de Rome no 499, 2014, 940 p.
- Le monde de 1914 à nos jours, Paris, Ellipses, 2016, 564 p.
- Dans la Grèce de Metaxas. Observateurs et voyageurs français face à un régime autoritaire (1936-1941), Montrouge, Editions du Bourg, 2019, 330 p.[10]
- Réussir ses études supérieures en histoire, Paris, Ellipses, Collection ProfilSup, 2022, 176 p.

### Direction d'ouvrages
- Vers une Europe latine. Acteurs et enjeux des échanges culturels entre la France et l'Italie fasciste, Paris, INHA, Bruxelles, Peter Lang, 2014, 330 p. (avec Catherine Fraixe et Lucia Piccioni)[11]
- Voyager dans les Etats autoritaires et totalitaires de l'Europe de l'entre-deux-guerres : confrontations aux régimes, perceptions des idéologies et comparaisons, Chambéry, Editions de l'université Savoie Mont Blanc, 2017, 251 p. (avec Olivier Dard, Emmanuel Mattiato et Frédéric Sallée)[12],[13]
- Les voyages politiques en Europe (XVIIIe – XXe siècles), Viaggiatori. Circolazioni, scambi ed esilio, no 3, septembre 2018, 432 p. (avec Pierre-Marie Delpu)[14]